# Historia del idioma istrorrumano

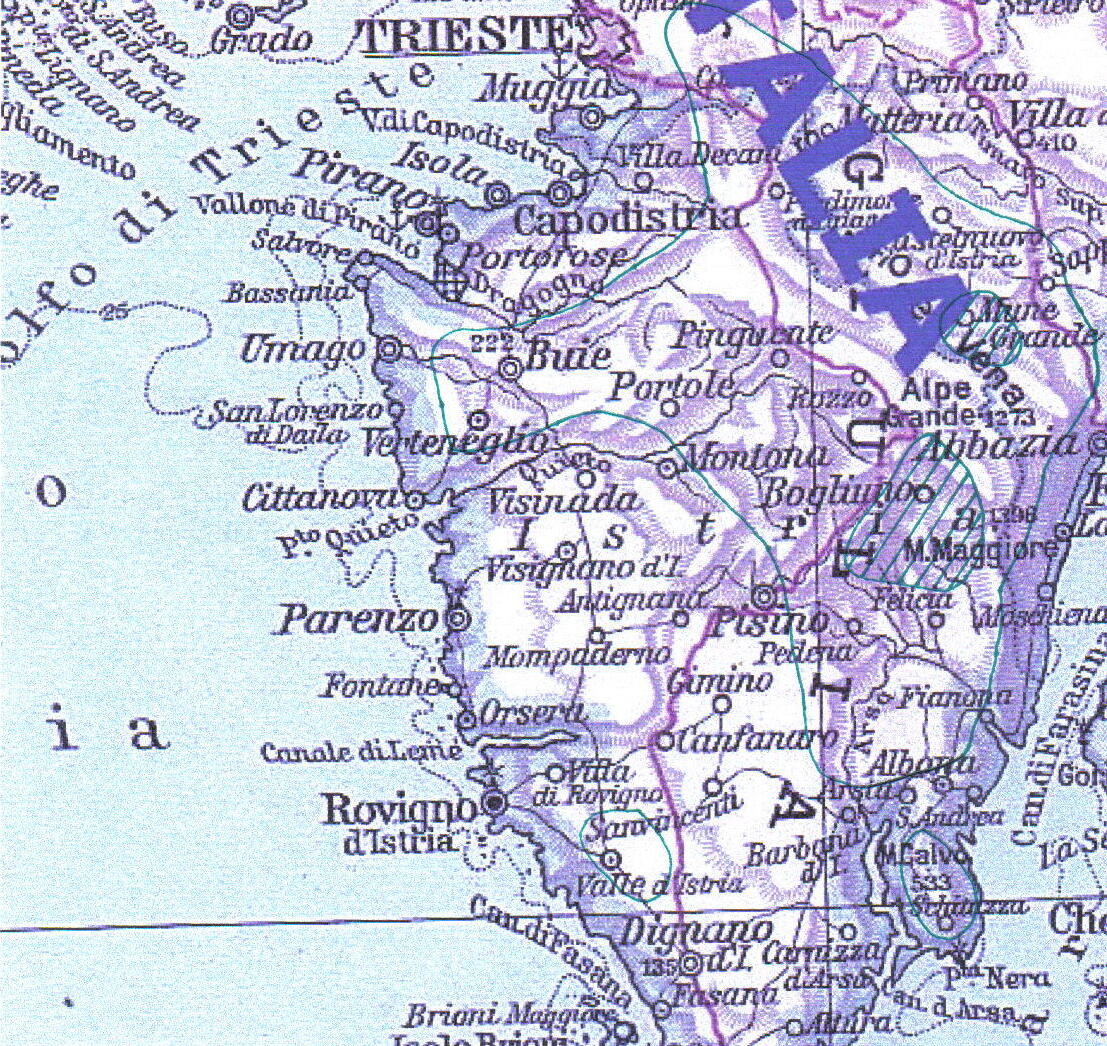
Áreas istrorrumanas: línea verde en 1800, líneas de puntos en 1900.

El Idioma istrorrumano o istriorrumano es el idioma más occidental del conjunto balcorrománico, se habla en el sector croata de la Istria oriental.

## Origen
Algunos lingüistas creen que los istrorrumanos migraron a su presente región de Istria y a la ciudad de Trieste hace unos 1000 años desde Transilvania. El primer registro histórico de los rumanos en Istria data de 940 cuando Constantino VIII registró los hablantes de lenguas romances en esta zona en De Administrando Imperio, diciendo que se denominaban a sí mismos como romanos, pero con esto se podría referir también a los hablantes de istriano o de algún dialecto dálmata. En 1329 las crónicas serbias mencionan que la población valaca vivía en Istria, aunque hay una mención anterior del siglo XII de un líder en Istria llamado Radul (como el nombre rumano). Ha habido descubrimientos recientes que sugieren que los istrorrumanos (más probablemente los válacos en general) estaban ya presentes en cierta regiones en los alrededores de Friuli en el siglo XIII.
Pavle Ivić, un lingüista serbio, citó la hipótesis de que una población romana de cierto tamaño habitara los Balcanes desde el oeste al este cruzando la antigua Yugoslavia antes del siglo X. La hipótesis indica que estas poblaciones, reducidas por epidemias, plagas y guerras, se mezclaron con los primeros istrorrumanos que emigraron a Istria, pero no hay registros históricos que los corroboren.
Algunos préstamos lingüísticos sugieren que antes de su llegada a Istria, los istrorrumanos vivieron durante un cierto tiempo en la costa dálmata del río Cetina, donde se observan nombres acabados en -ul desde la Edad Media. De todas formas, es lingüísticamente evidente que el istrorrumano se separó del grupo dacorrumano más tarde que otras variantes del grupo romance oriental (tales como el arrumano y el meglenorrumano)

El escritor e historiador italiano Giuseppe Lazzarini cree que hay más de 5000 descendientes de istrorrumanos en Istria en la actualidad aunque la mayoría de ellos se identifiquen con otro grupo étnico. Cree que los istrorrumanos son descendientes de los legionarios romanos (enviados por Augusto para colonizar los límites de Italia) y los pastores arrumanos que escaparon de las invasiones otomanas para asentarse en el siglo XIV en una Istria despoblada por las plagas. 
- Datos: Q5899643